# The Story So Far: The Very Best of Rod Stewart
The Story So Far: The Very Best of Rod Stewart è l'ottava raccolta di Rod Stewart, pubblicata nel 2001 dalla Warner Bros.
È suddiviso in due dischi, A Night Out e A Night In. Nel mercato statunitense, i due dischi vennero pubblicati e venduti separatamente coi titoli The Voice: The Very Best of Rod Stewart, nel 2001, e Encore: The Very Best of Rod Stewart Vol. 2 nel 2003.

## Tracce
Disco 1: A Night Out
1. Maggie May
2. Baby Jane
3. Some Guys Have All the Luck
4. Young Turks
5. Do Ya Think I'm Sexy?
6. What Am I Gonna Do (I'm So in Love With You)
7. Hot Legs
8. You Wear it Well
9. Rhythm of My Heart
10. Downtown Train
11. The Motown Song
12. This Old Heart of Mine (Is Weak for You)
13. Tonight I'm Yours
14. Ooh La La
15. I Can't Deny It
16. It Takes Two
17. Stay With Me

Disco 2: A Night In
1. Sailing
2. I Don't Want to Talk About It
3. Have I Told You Lately
4. The First Cut Is the Deepest
5. You're in My Heart (The Final Acclaim)
6. All for Love
7. Tonight's the Night (Gonna Be Alright)
8. Every Beat of My Heart
9. Tom Traubert's Blues (Waltzing Matilda)
10. Don't Come Around Here
11. The Killing of Georgie (Part I and II)
12. Love Touch
13. I Was Only Joking
14. Ruby Tuesday
15. In a Broken Dream
16. Reason to Believe (live)
17. In My Life